# جی خورتر
جی خورتر (هلندی: Jay Gorter؛ زادهٔ ۳۰ مهٔ ۲۰۰۰) بازیکن فوتبال اهل هلند است.
از باشگاه‌هایی که در آن بازی کرده‌است می‌توان به باشگاه فوتبال آزد آلکمار اشاره کرد.